# Estadio Balear (Palma de Mallorca)
Estadio Balear (en catalán Estadi Balear) es un barrio situado en el Distrito Levante de Palma de Mallorca, capital de las Islas Baleares, España.
Limita con los barrios de El Rafal Nuevo y El Rafal Viejo por el norte, por el oeste con Son Gotleu, La Soledad y Polígono de Levante, con Son Malherido por el sur y con Son Ferriol por el este. Contaba, a 2007, con una población de 240 habitantes.

## Origen del nombre
El nombre de este barrio hace referencia al estadio en el que el CD Atlético Baleares juega sus partidos, el Estadio Balear, que es la principal obra arquitectónica del barrio. Fue inaugurado el 8 de mayo de 1960 con un partido contra el Birmingham City, en el que los locales vencieron por 2-0. 
Antes de la construcción del estadio, el barrio recibía el nombre de Son Nadal, que era el nombre de una antigua finca que ocupaba los terrenos en los que hoy se sitúa el barrio del Estadio Balear. Algunos de sus residentes siguen usando la antigua denominación.

## Transporte
Se puede acceder al barrio mediante:

### Autobús
En autobús queda conectado mediante las siguientes líneas de la EMT: 
| Línea | Trayecto                     | Recorrido | Frecuencia |
| ----- | ---------------------------- | --------- | ---------- |
| 7     | Son Gotleu - Son Rapiña      | Recorrido | 10 minutos |
| 14    | Eusebio Estada - Son Ferriol | Recorrido | 20 minutos |
| 27    | Son Llátzer - Circular       | Recorrido | 60 minutos |
| 32    | Son Llátzer El Arenal-       | Recorrido | 60 minutos |

### Carretera
Varias carreteras y vías de acceso a Palma pasan por el barrio:
- Ma-15 - Desdoblamiento de Manacor
- Ma-20 - Vía de cintura
- Ma-3011 - Carretera de Sinéu